# Pelé und Franz Beckenbauer in der Dusche
Pelé und Franz Beckenbauer in der Dusche ist eine Fotografie des deutschen Fotografen Volker Hinz. Sie entstand 1977 in Schwarz-Weiß-Technik.
Die Aufnahme zeigt die beiden Fußballspieler Pelé und Franz Beckenbauer nackt im Duschraum des Lockhart Stadiums in Fort Lauderdale (Florida) nach einem Auswärtsspiel ihres Vereins New York Cosmos bei den Fort Lauderdale Strikers. Im Hintergrund befinden sich vier weitere Spieler der Mannschaft.

## Hintergrund
Das Foto entstand im August 1977 nach einem Play-off-Spiel von Cosmos gegen Fort Lauderdale. In den Vereinigten Staaten war es im Sport zum Entstehungszeitpunkt üblich, dass Journalisten und Fotografen zehn Minuten nach Spielende die Umkleidekabinen der Mannschaften betreten durften. Hinz, der sich für das Magazin Stern in den USA aufhielt, folgte nach dem Spiel Beckenbauer bis in den Duschraum.

## Rezeption
Das Foto ist eine der bekanntesten Aufnahmen von Volker Hinz und gilt als Klassiker der Stern-Fotografie. Es war Titelbild der Ausstellung Stars im Stern – Volker Hinz im April 2012 in Hamburg.